# Discografia lui Kat DeLuna
Aceasta este o listă ce cuprinde lansările cântăreței Kat DeLuna.

## Clasamente

### Albume
| An   | Album   | Clasamente | Clasamente | Clasamente | Clasamente | Clasamente | Clasamente | Vânzări                  |
| An   | Album   | U.S.A      | FR         | BEL        | AUS URBAN  | SWI        | FIN        | Vânzări                  |
| ---- | ------- | ---------- | ---------- | ---------- | ---------- | ---------- | ---------- | ------------------------ |
| 2007 | 9 Lives | 58         | 26         | 18         | 46         | 75         | 34         | 334,000+ (Internațional) |

### Discuri single
| An   | Titlu                               | U.S. | U.S. Dance | U.S. Pop | U.S. Latin | CAN | FR | PT | AUS | BEL | FIN | ROM | EUR | BUL | U.K. | Tropical | Lume | Album         |
| ---- | ----------------------------------- | ---- | ---------- | -------- | ---------- | --- | -- | -- | --- | --- | --- | --- | --- | --- | ---- | -------- | ---- | ------------- |
| 2007 | „Whine Up” (feat. Elephant Man)     | 29   | 1          | 17       | 43         | 15  | 9  | 6  | 18  | 6   | —   | 4   | 38  | 7   | —    | 14       | 32   | 9 Lives       |
| 2008 | „Run the Show” (feat. Busta Rhymes) | 104  | 2          | 65       | 38         | —   | 8  | 8  | —   | 5   | 2   | 8   | 25  | 4   | 41   | 38       | 56   | 9 Lives       |
| 2008 | „In the End”                        | —    | —          | —        | —          | —   | 73 | —  | —   | 31  | —   | —   | —   | —   | —    | —        | —    | 9 Lives       |
| 2015 | "Bum Bum"                           |      |            |          |            |     |    |    |     |     |     |     |     |     |      |          |      | Viva Out Loud |

### Colaborări
| AN   | Titlu                                          | Poziția maximă | Poziția maximă | Poziția maximă | Poziția maximă | Poziția maximă | Poziția maximă | Poziția maximă | Poziția maximă | Poziția maximă | Poziția maximă | Poziția maximă | Poziția maximă | Poziția maximă | Album              |
| AN   | Titlu                                          | US             | FRA            | PT             | AUS            | GER            | BE             | NL             | CA             | SE             | FI             | IRE            | SWI            | UK             | Album              |
| ---- | ---------------------------------------------- | -------------- | -------------- | -------------- | -------------- | -------------- | -------------- | -------------- | -------------- | -------------- | -------------- | -------------- | -------------- | -------------- | ------------------ |
| 2007 | „Cut Off Time” (Omarion feat. Kat DeLuna)      | -              | -              | -              | -              | -              | -              | -              | -              | -              | -              | -              | -              | -              | Feel the Noise OST |
| 2008 | „Breathing Your Love” (Darin feat. Kat DeLuna) | -              | -              | -              | -              | -              | -              | -              | -              | 2              | -              | -              | -              | -              | Flashback          |